# Betamorpha longiramosa
Betamorpha longiramosa is een pissebed uit de familie Munnopsidae. De wetenschappelijke naam van de soort is voor het eerst geldig gepubliceerd in 1981 door Mezhov.